# Derolus vagevittatus
Derolus vagevittatus là một loài bọ cánh cứng trong họ Cerambycidae.